# Luis Tascón
Luis Tascón (ur. 27 sierpnia 1968, Capacho, Táchira, zm. 12 sierpnia 2010, Caracas) – wenezuelski działacz marksistowski.

## Życiorys
Jego rodzice pochodzili z Kolumbii. W latach 1986–1992 działał w ugrupowaniu Nieposłuszeństwo Ludowe (Desobediencia Popular), w 1998 roku był jednym z założycieli Ruchu Piątej Republiki, na której czele stał Hugo Chávez. Od 1999 roku był deputowanym do wenezuelskiego parlamentu. Był zdecydowanym krytykiem biurokracji i korupcji. Po tym jak zarzucił korupcję szefowi "Servicio Nacional Integrado de Administración Aduanera y Tributaria" – instytucji odpowiedzialnej za podatki, José Cabello, bratu związanego z władzą kapitalisty Diosdado Cabello, został wyrzucony w 2007 roku ze Zjednoczonej Socjalistycznej Partii Wenezueli. Założył wówczas własne ugrupowanie – Nowa Rewolucyjna Droga (Nuevo Camino Revolucionario), które popierało proces Rewolucji Boliwariańskiej.
Zmarł w 2010, hołd zmarłemu złożyli czołowi działacze PSUV. W kraju ogłoszono trzydniową żałobę.